# Hugo Boucheron
Hugo Boucheron, född 30 maj 1993, är en fransk roddare.
Boucheron tävlade för Frankrike vid olympiska sommarspelen 2016 i Rio de Janeiro, där han tillsammans med Matthieu Androdias slutade på 6:e plats i dubbelsculler. I april 2021 tog Boucheron och Androdias sitt andra EM-guld tillsammans i dubbelsculler vid EM i Varese. I juli 2021 vid OS i Tokyo tog Boucheron och Androdias guld tillsammans i dubbelsculler.
I september 2022 vid VM i Račice tog Boucheron sitt andra VM-guld tillsammans med Matthieu Androdias i dubbelsculler.